# Sterigmostemum ramosissimum
Sterigmostemum ramosissimum är en korsblommig växtart som först beskrevs av Otto Eugen Schulz, och fick sitt nu gällande namn av Karl Heinz Rechinger. Sterigmostemum ramosissimum ingår i släktet Sterigmostemum och familjen korsblommiga växter. Inga underarter finns listade i Catalogue of Life.